# Bunomys prolatus
Bunomys prolatus е вид гризач от семейство Мишкови (Muridae). Видът е застрашен от изчезване.

## Разпространение и местообитание
Разпространен е в Индонезия (Сулавеси).
Обитава райони с тропически и субтропичен климат и гористи местности.

## Описание
Популацията на вида е намаляваща.